# Paratettix jhapanus
Paratettix jhapanus är en insektsart som beskrevs av Sigfrid Ingrisch 2001. Paratettix jhapanus ingår i släktet Paratettix och familjen torngräshoppor. Inga underarter finns listade i Catalogue of Life.